# Gromada Lubczyno
Gromada Lubczyno war eine Verwaltungseinheit in der Volksrepublik Polen zwischen 1954 und 1958. Verwaltet wurde die Gromada vom Gromadzka Rada Narodowa, dessen Sitz sich in Lubczyno befand und aus zehn Mitgliedern bestand.

Die Gromada Lubczyno gehörte zum Powiat Gorzowski in der Woiwodschaft Zielona Góra und bestand aus den ehemaligen Gromadas Lubczyno, Chwałowice und Jasiniec der aufgelösten Gmina Bogdaniec.

Zum 1. Oktober 1958 wurde die Gromada Lubczyno aufgelöst und an die Gromada Łupowo angegliedert.